# Őspatások
Az őspatások (Condylarthra) a késő kréta és az oligocén közti idők idején élt méhlepényes emlősök jellemző rendje volt.
A mai emlősökhöz mérten a főpatások még nagyon specializálatlanok voltak, rovarevő őseikhez képest azonban jelentős evolúciós előrelépést képviseltek: az őspatások közt bukkantak fel az első mindenevő, illetve növényevő életmódra specializálódott csoportok.
A dinoszauruszok kipusztulása után a nagy növényevők számára rendelkezésre álló élőhelyek még elfoglalatlanok voltak, így a táplálkozásban történt specializálódás hatalmas teret nyitott meg az őspatások számára a szétterjedésre és továbbspecializálódásra. Kialakultak a patások (Ungulata), amelyek Ausztrália kivételével az egész Földön a domináns szárazföldi növényevő csoporttá váltak.
Az Ungulata csoport valamennyiüket magába foglalva, beleértve az őspatásokat is, a legprimitívebb formájukig. A ma élő emlősök közül hagyományosan a csoporthoz sorolják a Paenungulata taxont (szirtiborzfélék, elefántfélék, a földimalacok, manátuszfélék) és a bálnákat. (És rajtuk kívül még sok kihalt csoport, mint például az endemikus dél-amerikai Meridiungulata csoport). Sokuknak van patája, de a pata nem elengedhetetlen feltétele az Ungulatákhoz tartozásnak. Voltak olyan őspatások, amelyeknek valóban volt patája, de legősibb formáknak mancsuk volt.
A legutóbbi molekuláris és DNS-sel kapcsolatos kutatások változtattak az emlősök evolúciójáról kialakult képen. A Paenungulata tagjait ma már nem tartják valódi patásoknak és a Meridiungulates is külön csoportot alkothatnak. Ha így van, akkor az emlősök legalább három külön fejlődő csoportjában alakult ki a pata.
Ez egyúttal azt is jelenti, hogy az őspatások csoportja polifiletikus, azaz a hozzá sorolt csoportok nem is állnak rokonságban egymással. A legismertebb csoportok: Dinocerata (köztük a jól ismert Uintatherium), Procreodi és a Bulbulodentata. E csoportok pontos taxonómiai helye nem ismert. Egyes elméletek szerint a Dinocerata és a Procreodi „valódi” őspatás lehet, a Bulbulodentata pedig a Meridiungulata őse és így az Atlantogenata cohors tagja.
Az „igazi” őspatásokat a Laurasiatheria cohorshoz sorolják. Az őspatásoktól származó csoportok az „igazi patások”: a Cetartiodactyla (köztük a bálnák), a páratlanujjú patások vagy Perissodactyla, a kihalt Mesonychia és valószínűleg a Ferae (köztük a ragadozók vagy Carnivora és a tobzoskák vagy Pholidota).